# Norvège au Concours Eurovision de la chanson 1964
La Norvège a participé au Concours Eurovision de la chanson 1964 le 21 mars à Copenhague. C'est la 5e participation norvégienne au Concours Eurovision de la chanson.
Le pays est représenté par le chanteur Arne Bendiksen et la chanson Spiral, sélectionnés par la Norsk rikskringkasting au moyen de la finale nationale Melodi Grand Prix.

## Sélection

### Melodi Grand Prix 1964
Le radiodiffuseur norvégien, la Norsk rikskringkasting (NRK, « Société de radiodiffusion norvégienne »), organise l'édition 1964 du Melodi Grand Prix pour sélectionner l'artiste et la chanson représentant la Norvège au Concours Eurovision de la chanson 1964
Le Melodi Grand Prix 1964, présenté par Odd Grythe (en), a lieu le 15 février 1964 aux studios de la NRK à Oslo.

#### Finale
Cinq chansons et sept artistes participent au Melodi Grand Prix 1964. Lors de la finale, chaque chanson est interprétée deux fois, la première avec un petit orchestre et la seconde avec un grand orchestre. Les chansons sont toutes interprétées en norvégien, langue officielle de la Norvège.
Parmi les participants, on peut noter Inger Jacobsen, représentante danoise à l'Eurovision 1963 et Wenche Myhre, représentante de l'Allemagne à l'Eurovision 1968.
| Ordre | 1er interprète           | 2e interprète       | Chanson                             | Traduction                                         | Points | Place |
| ----- | ------------------------ | ------------------- | ----------------------------------- | -------------------------------------------------- | ------ | ----- |
| 1     | Elisabeth Granneman (en) | Arne Bendiksen      | Spiral                              | Spirale                                            | 61     | 1     |
| 2     | Jan Høiland (en)         | Inger Jacobsen      | Hvor                                | Où                                                 | 52     | 4     |
| 3     | Wenche Myhre             | Elisabeth Granneman | God gammel firkantet vals           | Bonne vieille valse en carré                       | 60     | 2     |
| 4     | Odd Børre & The Cannons  | Wenche Myhre        | La meg værre ung                    | Laissez-moi être jeune                             | 57     | 3     |
| 5     | Inger Jacobsen           | Jan Høiland         | Ingen sol finner vei (til min gate) | Le soleil ne trouve pas le chemin (jusqu'à ma rue) | 38     | 5     |

Lors de cette sélection, c'est la chanson Spiral interprétée par Arne Bendiksen qui fut choisie. À l'Eurovision, l'interprète est accompagné du chef d'orchestre Karsten Andersen (en).

## À l'Eurovision
Chaque jury national attribue un, trois ou cinq points à ses trois chansons préférées.

### Points attribués par la Norvège
| 5 points | Royaume-Uni |
| 3 points | Finlande    |
| 1 point  | Danemark    |

### Points attribués à la Norvège
| 5 points   | 3 points | 1 point    |
| ---------- | -------- | ---------- |
| - Danemark |          | - Finlande |

Arne Bendiksen interprète Spiral en 3e position, suivant les Pays-Bas et précédant le Danemark.
Au terme du vote final, la Norvège termine 8e sur les 16 pays participants, ayant reçu 6 points,.